# L'Auberge des plaisirs
Pour plus de détails, voir Fiche technique et Distribution.
L'Auberge des plaisirs (Frau Wirtin hat auch eine Nichte) est un film germano-italo-austro-hongrois réalisé par Franz Antel, sorti en 1969.

## Fiche technique
- Titre original : Frau Wirtin hat auch eine Nichte
- Titre français : L'Auberge des plaisirs
- Réalisation : Franz Antel
- Scénario : Kurt Nachmann et Vittoria Vigorelli
- Photographie : Hanns Matula
- Musique : Gianni Ferrio
- Pays d'origine : Allemagne de l'Ouest - Italie - Autriche - Hongrie
- Format : Couleurs - Mono
- Genre : comédie
- Date de sortie : 1969

## Distribution
- Teri Tordai : Sexy Susan / Susanne Delberg
- Claudio Brook : Baron von Ambras
- Margaret Lee : Pauline Borghese
- Karl Michael Vogler : Prince Borghese
- Harald Leipnitz : Ferdinand
- Jacques Herlin : Ambassadeur Bulakieff
- Heinrich Schweiger : Napoleon Bonaparte
- Ralf Wolter : Waltchmaker Bobinet
- Lando Buzzanca : Comte Lombardini
- Edwige Fenech : Rosalie Bobinet